# Chas-Magomied Chadżymuradow
Chas-Magomied Chadżymuradow ros. Хас-Магомед Хаджимурадов (ur. 18 grudnia 1953 w Kazachstanie) – czeczeński piosenkarz i bard.    
Przyszedł na świat w Kazachstanie, gdzie władze radzieckie deportowały Czeczenów w okresie stalinizmu, w ramach operacji „Soczewica”. Wychował się we wsi Paniłowka, w obwodzie czujskim, w sąsiednim Kirgistanie. Następnie powrócił wraz z rodziną do Czeczenii. Po ukończeniu szkoły średniej w 1971 r., służył w Armii Czerwonej w latach 1973-1975. Uznawany jest za prekursora czeczeńskiej pieśni narodowej, które zaczął tworzyć i wykonywać w celu ożywienia świadomości narodowej Czeczenów, za pośrednictwem telewizji.